# 18568 Thuillot
18568 Thuillot è un asteroide della fascia principale. Scoperto nel 1997, presenta un'orbita caratterizzata da un semiasse maggiore pari a 3,1363210 UA e da un'eccentricità di 0,0668813, inclinata di 21,81141° rispetto all'eclittica.